# 建部町川口

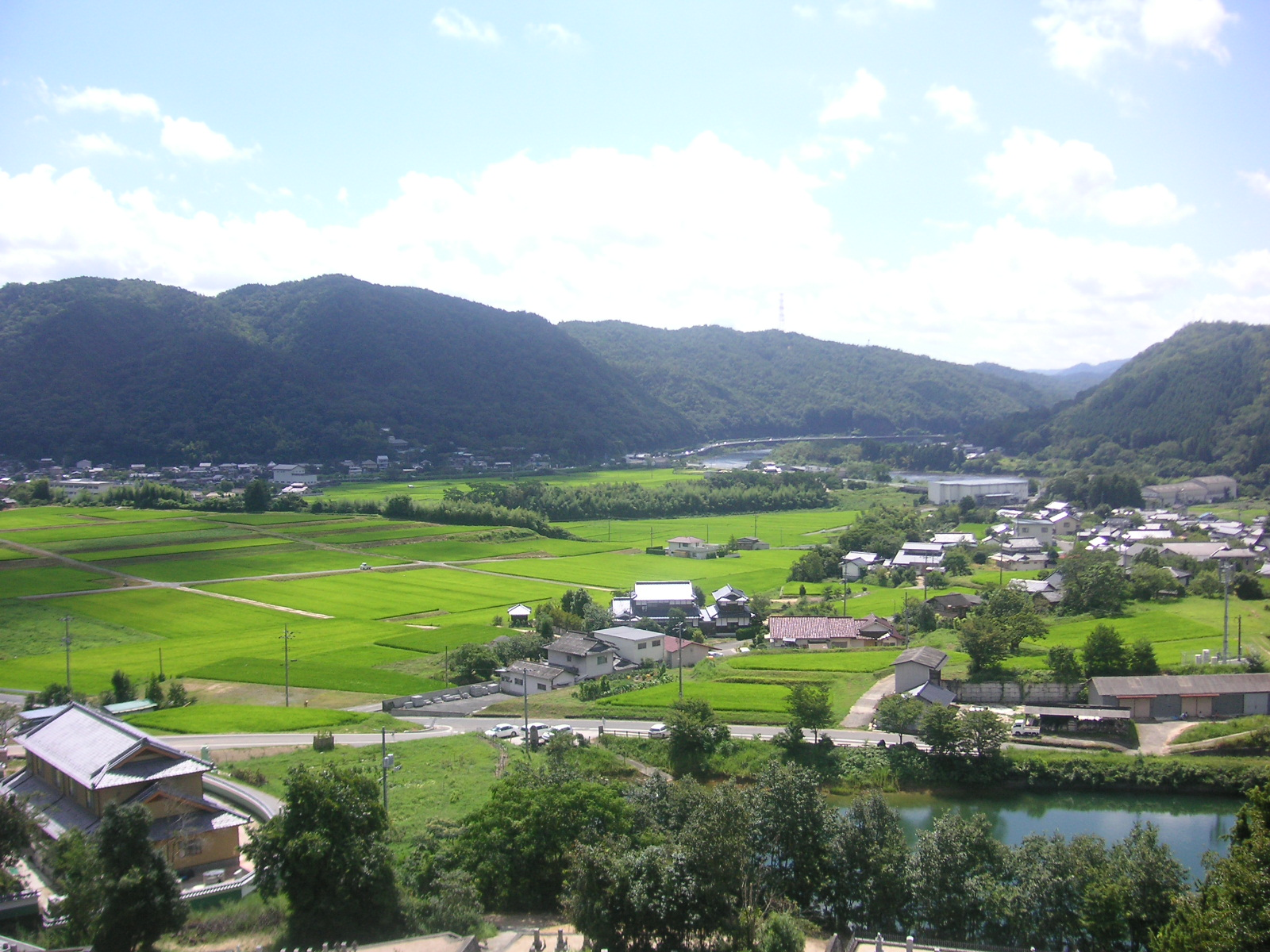
建部町川口の猿掛山の墓地から南を望む

建部町川口（たけべちょうかわぐち Takebe-Chō Kawaguchi）は、岡山県岡山市北区建部町の中北部に位置する大字である。旧久米郡福渡村川口、久米郡福渡町川口、御津郡建部町川口。郵便番号は709-3112（福渡郵便局管区）。
西境を流れる旭川は、旧備前国との境界線であった。そこに、久米南町に源を持つ誕生寺川が合流していることが、「川口」という地名の由来である。

## 地理
岡山市北区建部町の中北部に位置しており、旧美作国にあたる。
西側を旭川が北から南に流れており、これに誕生寺川が合流する。
その北側に形成されている谷底平野やその山麓部、台地上に、野呂東、野呂西、寺下、原の集落が、南側の山麓部に高浜上之町、高浜下之町が位置している。また、吉備高原の一角をなす北部の隆起準平原面上に、野口、赤の田の集落が形成されている。

### 河川
- 旭川（一級河川、以下は支流）
  - 誕生寺川（たんじょうじがわ）
    - 片島川（かたしまがわ）
    - 高井谷川（たかいだにがわ）

### 池
- 大正池（たいしょういけ）
- 佐古田池（さこだいけ）

## 歴史

### 沿革
- 1889年6月1日 - 町村制施行に伴い、久米南条郡川口村が福渡村、下神目村、豊楽寺村と合併したことにより、久米南条郡福渡村川口となる。
- 1900年4月1日 - 久米南条郡が久米北条郡と合併したことにより、久米郡福渡村川口となる。
- 1922年11月23日 -福渡村が町制、福渡町となったことにより、久米郡福渡町川口となる。
- 1955年2月1日 - 福渡町が久米郡鶴田村と合併し、新たな福渡町となる。
- 1967年1月15日 - 久米郡福渡町が御津郡建部町と合併したことにより、御津郡建部町川口となる。
- 2007年（平成19年）1月22日 - 御津郡建部町が岡山市と合併し、岡山市建部町川口となる。
- 2009年（平成21年）4月1日 岡山市が政令指定都市に移行した事に伴い、岡山市北区建部町川口となる。

## 施設
公共・観光
- 石窯ぱんや nico
- 岡山市建部町B＆G海洋センター
- 建部町総合スポーツセンター
- 手打ちうどん「すぎ茶屋」
- トゥッティ・ゲストハウス

教育
- 岡山市立福渡小学校（旧・建部町立福渡小学校）
- 岡山市立福渡保育園（旧・建部町立福渡保育園）

医療・福祉
- 佐藤医院
- いなほデイサービスセンターいこう
- いなほデイサービスセンターふらっと

寺社
- 清水観音堂
- 菅原神社（天神様）
- 高井神社（高井谷様）
- 妙泉寺

## 主なイベント
- 川口地区盆踊り大会（毎年8月）
- 川口地区子ども神輿

## 小・中学校の学区
- 岡山市立福渡小学校・岡山市立建部中学校の学区に属する。

## 交通

### 鉄道路線
- JR津山線：福渡駅から北に徒歩約20分。

### 道路
- 一般国道
  - 国道53号
- 県道
  - 岡山県道30号落合建部線

### バス
- 御津・建部コミュニティバス
- 旭川さくらバス